# Гіфті Ачемпонг
Гіфті Ачемпонг (англ. Gifty Acheampong; нар. 5 листопада 1999) — ганська футболістка, нападниця українського клубу «Восход» (Стара Маячка).

## Ранні роки
Гіфті народилася 5 листопада 1999 році в ганському місті Кофорідуа (Східна область).
В 1-місячному віці біологічні батьки залишили дівчинку, після чого її удочерило подружжя дрібних торговців. Втратила батька в ранньому віці, після чого її життя ускладнилося. Під час навчання в школі Гіфті опікувалася прийомна мати. Однак дівчині довелося залишити школу, оскільки мати вже не змогла заробляти достатню кількість коштів на життя. Тому дівчина вирішила зосередитися на грі у футбол, щоб забезпечити себе та фінансово допомагати матері.

## Клубна кар'єра
З 10-річного віку виступала за команду рідного міста «Кофорідуа Гартел». Потім переїхала до Аккри, де приєдналася до «Іммігрейшн Лейдіс».
У грудні 2017 року приєдналася до клубу «1207 Анталія Спор» з Першої ліги жіночого чемпіонату Туреччини.
Напередодні старту сезону 2019/20 років перейшла до бронзового призера минулорічного чемпіонату України, «Восхода». Дебютувала у Вищій лізі за команду зі Старої Маячки 27 липня 2019 року в переможному (5:2) домашньому поєдинку 2-о туру проти «Ладомира». Ачемпонг вийшла на поле на 59-й хвилині, замінивши Юлію Ємельянову, а на 89-й хвилині відзначилася своїм дебютним голом в еліті українського жіночого футболу.

## Кар'єра в збірній
Викликалася до складу дівочої збірної Гани WU-17, у складі якої виступала на дівочому чемпіонаті світу WU-17. У групі D відзначилася двома голами в трьох матчах.

## Стиль гри
Настирлива гравчиня, агресивна, любить та бажає грати. Окрім цього, володіє хорошими швидкісними якостями.